# Kyle Rittenhouse
Kyle Rittenhouse, de son nom complet Kyle Howard Rittenhouse, né le 3 janvier 2003 à Antioch dans l’Illinois aux États-Unis, est un Américain connu pour avoir abattu trois hommes, dont deux mortellement, lors des émeutes de Kenosha, dans le Wisconsin, en août 2020, alors qu'il était âgé de 17 ans. Lors de son procès en novembre 2021, un jury a déclaré Kyle Rittenhouse non coupable de meurtre et d'autres accusations après qu'il a témoigné qu'il avait agi en état de légitime défense.
L'accusation de Kyle Rittenhouse est devenue une cause célèbre pour les organisations et les médias de droite. Après son procès, il a participé à plusieurs événements organisés par des organisations et des personnes conservatrices, notamment une rencontre avec le président Donald Trump, des reportages télévisés avec le commentateur politique Tucker Carlson, et des apparitions en tant qu'invité à plusieurs productions de Turning Point USA. Le portrait de Kyle Rittenhouse a été utilisé par des fans pour vendre des produits, notamment des t-shirts. En 2022, il a lancé une collecte de fonds pour poursuivre des médias devant un tribunal civil pour diffamation présumée et a annoncé la création d'un jeu vidéo, Kyle Rittenhouse's Turkey Shoot, afin de collecter des fonds pour sa défense juridique.

## Jeunesse et éducation
Kyle Howard Rittenhouse est né le 3 janvier 2003 à Antioch, dans l'Illinois, de Michael et Wendy Rittenhouse,. Ses parents se sont mariés à Lake County, dans l'Illinois, en février 2000 plus de trois ans avant sa naissance. Il a deux frères et sœurs, une sœur aînée et une sœur cadette. Ses parents se sont séparés en 2014.
En tant que freshman, Kyle Rittenhouse a participé au programme Explorers du service de police de Grayslake, ainsi qu'à un programme de cadets du service d'incendie d'Antioch, dans le but de devenir ambulancier ou de travailler dans les forces de l'ordre. Passant finalement à l'école en ligne, il a abandonné et quitté complètement la Lakes Community High School en 2018 après l'avoir fréquentée pendant un semestre en 2017-2018,. Il a exprimé son intérêt pour les forces de l'ordre à travers des messages sur les médias sociaux visibles publiquement. En décembre 2018, Kyle Rittenhouse a lancé une collecte de fonds par le biais de Facebook pour Humanizing the Badge, un organisme à but non lucratif. D'autres publications tournaient autour d'« hommage à la police, avec des graphiques Blue Lives Matter, des photos d'officiers tués dans l'exercice de leurs fonctions et le drapeau "thin blue line" associé au soutien des forces de l'ordre ». Sur la description de son profil TikTok, Kyle Rittenhouse avait écrit, "BLUE LIVES MATTER 🔵" et "Trump 2020 🇺🇸 🇺🇸".
Le 30 janvier 2020, Kyle Rittenhouse a assisté à un rassemblement de Trump à Des Moines, dans l'Iowa, assis au premier rang. Il a obtenu un emploi à temps partiel comme maître-nageur au YMCA de Lindenhurst, mais a été mis au chômage technique en mars 2020 lorsque la pandémie de COVID-19 a commencé à sévir dans l'Illinois (en),.

## Fusillade des émeutes de Kenosha
Le 25 août 2020, alors qu'il avait 17 ans, Kyle Rittenhouse a abattu trois hommes lors des émeutes de Kenosha, dans le Wisconsin, qui ont suivi l'affaire Jacob Blake. Kyle Rittenhouse, un blanc américain, était armé d'un fusil de type AR-15 (en) et avait rejoint un groupe de citoyens armés à Kenosha qui avaient déclaré être là pour protéger les entreprises locales,. Après que Joseph Rosenbaum l'a poursuivi dans un parking et saisi le canon de son fusil, Rittenhouse l'a mortellement abattu de quatre balles tirées à bout portant,,. Kyle Rittenhouse s'est enfui et a été poursuivi par une foule. Il a tiré mortellement sur un deuxième homme, Anthony Huber, après que celui-ci a frappé Kyle Rittenhouse avec un skateboard et essayé de s'emparer de son fusil,. Kyle Rittenhouse a blessé un troisième homme, Gaige Grosskreutz, lorsque ce dernier l'a approché et qu'une arme de poing a été pointée vers lui[Par qui ?],,,,.
Lors d'un procès pénal à Kenosha en novembre 2021, les substituts du procureur, Thomas Binger (en) et James Kraus, ont fait valoir que Kyle Rittenhouse devait être considéré comme un tireur actif (en) ayant provoqué (en) les manifestants, tandis que les avocats de la défense, Mark Richards, Corey Chirafisi et Natalie Wisco, ont fait valoir qu'il avait agi en état de légitime défense, déclarant qu'il avait utilisé la force nécessaire pour empêcher une mort imminente ou des dommages corporels importants pour lui-même. Un jury a acquitté Kyle Rittenhouse de deux chefs d'accusation d'homicide, de deux chefs d'accusation de tentative d'homicide et d'un chef d'accusation de mise en danger de la vie d'autrui,,,,. Le sentiment public et la couverture médiatique de la fusillade ont été polarisés et politisés, un sondage Economist/YouGov ayant révélé que deux tiers des républicains pensaient que Kyle Rittenhouse devait être acquitté, tandis que trois quarts des démocrates pensaient qu'il devait être condamné.
La famille d'Anthony Huber a intenté une action au civil contre la police et le bureau du shérif du comté de Kenosha en août 2021, puis contre Kyle Rittenhouse en janvier 2022,,,.

## Apparitions dans les médias jusqu'enjuillet 2022
Après l'acquittement, Kyle Rittenhouse a été sollicité pour des apparitions dans les médias et a participé à un certain nombre d'événements républicains et conservateurs décrits comme une campagne de relations publiques et une tournée publicitaire,. Pendant la tournée, il a été représenté par la publiciste Jillian Anderson, une ancienne candidate de la saison 19 de l'émission de téléréalité The Bachelor. Une photo des deux publiée le 22 novembre 2021 est devenue virale sur les médias sociaux.

### Projets de Tucker Carlson
Une équipe de tournage pour Tucker Carlson et Fox Nation (en) a suivi Kyle Rittenhouse pendant le procès pour un documentaire, contre l'avis des avocats de Kyle Rittenhouse.
Tucker Carlson, de Fox News, a organisé une interview exclusive avec Kyle Rittenhouse pour Tucker Carlson Tonight (en) immédiatement après son acquittement. Deux jours plus tard, le 22 novembre 2021, l'épisode d'une heure intitulé "The Kyle Rittenhouse Interview" est sorti, dans lequel Tucker Carlson l'a questionné sur un large éventail de sujets. Dans l'interview, Kyle Rittenhouse a dit qu'il aimerait éventuellement devenir avocat ou infirmier, il a également dit qu'il soutenait le mouvement Black Lives Matter et « manifester pacifiquement ». Tucker Carlson a présenté Kyle Rittenhouse comme « brillant, décent, sincère, consciencieux et travailleur... exactement le genre de personne que vous voudriez avoir en plus grand nombre dans votre pays ». L'épisode a été le deuxième épisode le plus regardé de l'émission depuis sa création en 2016, après l'épisode sur l'assaut du Capitole par des partisans de Donald Trump. Il a été regardé par 4,942 millions de téléspectateurs (l'émission a une moyenne de 3,16 millions de téléspectateurs) et a eu plus de quatre fois plus de téléspectateurs que n'importe quel autre réseau, ce qui a conduit The Wrap à déclarer que l'interview « a écrasé le reste des informations câblées » le soir de sa diffusion. Lorraine Ali du The Los Angeles Times a déclaré que l'interview avait canonisé Kyle Rittenhouse et en avait fait un « saint patron de la violence d'extrême droite », tout en la qualifiant de trop sympathique et de « balle molle ». Kyle Rittenhouse et Fox News ont tous deux nié qu'il ait touché une quelconque somme d'argents en échange de l'interview,.

### Rencontre avec le président Trump
L'ancien président Donald Trump a annoncé dans l'émission de Sean Hannity que Kyle Rittenhouse avait demandé une rencontre, en disant : « Il a appelé. Il voulait savoir s'il pouvait venir, dire bonjour, parce qu'il était un fan ». Kyle Rittenhouse, sa mère et Donald Trump se sont rencontrés à Mar-a-Lago, le jour même de la diffusion de l'interview de Tucker Carlson Tonight, le 22 novembre 2021. Donald Trump l'a qualifié de « jeune homme vraiment sympa » et les deux ont été photographiés ensemble.

### Événements de Turning Point USA

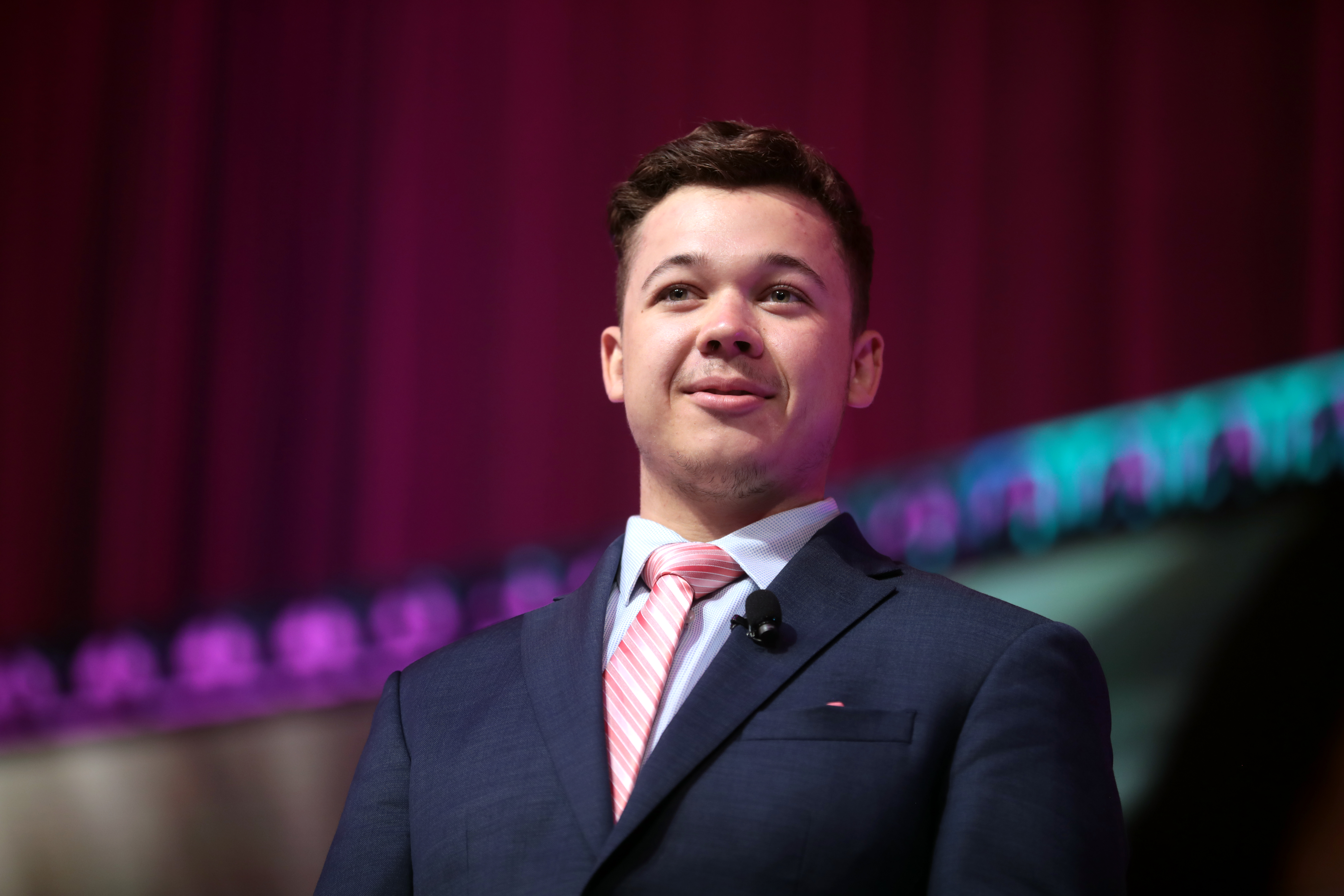
Rittenhouse lors d'un événement de Turning Point USA en juin 2022.

Kyle Rittenhouse a participé à plusieurs événements organisés par Turning Point USA, une organisation conservatrice à but non lucratif, notamment à une table ronde intitulée " Kenosha on Camera " lors de la conférence conservatrice pour les jeunes AmericaFest organisée par Turning Point USA en décembre 2021. Le troisième jour de la conférence, le 20 décembre, la table ronde était composée de Kyle Rittenhouse, Charlie Kirk, Jack Posobiec, Elijah Schaffer et Drew Hernandez. Au cours de la table ronde, Kyle Rittenhouse a déclaré : « Je pense que mon procès était un exemple de leur tentative de s'en prendre à nos droits du deuxième amendement, à notre droit de nous défendre et de prendre nos armes ». Charlie Kirk l'a décrit comme un « héros pour des millions de personnes » et la foule lui a fait une ovation après avoir scandé son nom. L'organisation qui a organisé l'événement a déclaré que Rittenhouse n'avait pas été rémunéré pour sa participation à la table ronde de 45 minutes.
Kyle Rittenhouse est également apparu sur scène lors d'un Turning Point Young Women's Leadership Summit en 2022, présenté comme « le genre d'homme par lequel vous devriez vouloir être attirée" qui "protégerait [sa] famille" et "resterait fort face à l'opposition de la culture et du mal ».

### Podcasts
Kyle Rittenhouse a été l'invité de plusieurs podcasts, dont le projet de Blaze Media (en) You Are Here, animé par Elijah Schaffer et Sydney Watson, où Kyle Rittenhouse a déclaré qu'aller à des manifestations n'était « pas la meilleure idée ». Il est également apparu sur The Jenna Ellis Show, animé par l'ancienne collaboratrice de Trump Jenna Ellis (en). Il a nié être un raciste, un terroriste national (en) ou un suprémaciste blanc, affirmant avoir été attaqué par ceux qui l'ont décrit en ces termes. Kyle Rittenhouse a également déclaré avoir contacté le président Joe Biden à plusieurs reprises, mais ne pas avoir reçu de réponse, ajoutant : « Il n'a toujours pas répondu. Cela montre à quel point il est un homme qui ne s'assoit pas et ne parle pas ».

## Commercialisation et utilisation de son image
Alors qu'il faisait campagne pour la présidence en 2020, Joe Biden a utilisé des images de Kyle Rittenhouse dans une vidéo de campagne qu'il a tweetée le lendemain du débat présidentiel du 29 septembre. La BBC a écrit que la vidéo « semblait relier Rittenhouse, sans aucune preuve, à des suprématistes blancs. » Charles Homans, dans le New York Times, rapporte que Kyle Rittenhouse a été adopté comme mascotte informelle des Proud Boys et a été photographié entouré de membres de ces derniers après sa libération sous caution.
Des mèmes d'extrême droite utilisant l'image de Kyle Rittenhouse se sont répandus sur les médias sociaux. Dans une étude sur l'utilisation de son image comme mème sur Twitter, le Global Network on Extremism and Technology a trouvé des milliers d'exemples du visage de Kyle Rittenhouse et de commentaires sur ses actions partagés par le biais d'une variété de hashtags. En mars 2022, Kyle Rittenhouse a partagé un mème le montrant en train de pleurer à la barre des témoins lors de son procès pour protester contre l'augmentation du prix de l'essence « à cause d'une présidence de Joe Biden ».
L'image de Kyle Rittenhouse a été utilisée pour un certain nombre de produits et de ventes, notamment des vêtements, une vente d'armes et un jeu vidéo. Les fans de Kyle Rittenhouse ont continué à vendre des vêtements à son effigie après le procès,. En 2020, YouTube a été critiqué pour son manque de modération adéquate du contenu - autorisant arbitrairement des vidéos représentant Kyle Rittenhouse qui glorifiaient la violence et monétisaient les meurtres par des liens vers des produits dérivés - jusqu'à ce que cela soit signalé par un journaliste de la BBC.
La semaine suivant l'acquittement de Kyle Rittenhouse, le magasin d'armes Saddle River Range à Conroe, au Texas, a organisé une vente « non coupable » et le propriétaire a posté une photo de Kyle Rittenhouse avec une arme sur sa page Instagram.
La même semaine, les spéculations sur un contrat de livre ont commencé. L'avocat Andrew M. Stroth, qui a précédemment travaillé comme agent de talents, a déclaré que Kyle Rittenhouse pourrait « facilement » obtenir un contrat de livre de plus d'un million de dollars. En janvier 2022, le porte-parole de Kyle Rittenhouse, David Hancock, a déclaré que Kyle Rittenhouse envisageait d'écrire un livre relatant son « voyage peu orthodoxe vers l'âge adulte ». Il a ajouté que les discussions étaient dans la « phase initiale ».

### Jeux vidéo
En mars 2022, la société suédoise Nordic Empire Games a lancé un jeu vidéo mettant en scène Kyle Rittenhouse, intitulé Acquitted. Décrite comme un groupe d'extrême droite appartenant à William Hahne (en), l'entreprise a créé le jeu qui met en scène Kyle Rittenhouse se frayant un chemin à travers des foules de zombies avec le choix de 18 armes différentes. Il a été lancé sur la plateforme d'hébergement Steam et est disponible pour cinq dollars. Il n'a pas été annoncé si Nordic Empire Games avait demandé la permission d'utiliser l'image de Kyle Rittenhouse.
Le 23 juin 2022, Kyle Rittenhouse a annoncé la création d'un jeu vidéo intitulé Kyle Rittenhouse's Turkey Shoot, développé par Mint Studios, dans le but de financer ses procès en diffamation contre les médias,. Le jeu vidéo, qui met en scène un dessin animé de Kyle Rittenhouse tenant un pistolet orange vif dans le but de tirer sur des dindes qui représentent les médias, n'a pas de date de sortie déclarée. Dans une publicité pour le jeu sur les réseaux sociaux, Kyle Rittenhouse a décrit les médias comme « rien d'autre qu'une bande de dindons qui n'ont rien de mieux à faire que de faire passer leur programme mensonger et de détruire la vie d'innocents ».

## Offres de stages politiques, projets de loi éponymes et politique

### Offres de stages politiques
Kyle Rittenhouse s'est vu offrir publiquement plusieurs stages, tous par des élus républicains à la Chambre des représentants. Le 17 novembre 2021, deux jours avant la décision du jury, Matt Gaetz, représentant du 1er district de Floride, lui a offert un stage. En réponse, Paul Gosar, représentant du 4e district d'Arizona, a tweeté qu'il ferait un bras de fer avec Gaetz pour avoir la chance d'avoir Kyle Rittenhouse comme stagiaire. Le jour où le jury a déclaré Kyle Rittenhouse non coupable, Madison Cawthorn, représentant du 11e district de Caroline du Nord, lui a offert un stage. Lors d'une apparition sur Newsmax, Lauren Boebert, représentante du 3e district du Colorado, a réagi à l'offre de Cawthorn en le défiant de la battre à la course à pied alors même que ce dernier est paraplégique. En réponse aux offres de stage de Gaetz, Gosar et Cawthorn, Corish Bush, représentante du 1er district du Missouri, a demandé leur expulsion, en tweetant « Non seulement ces membres alimentent la violence. Maintenant, ils recrutent activement quelqu'un dont la seule qualification est de tuer des personnes qui défendent la vie des Noirs et de s'en sortir. ».

### Projets de loi éponymes
Au moins deux lois, un projet de loi et une proclamation ont été nommés d'après Kyle Rittenhouse. En novembre 2021, la représentante du 14e district de Géorgie à la Chambre des représentants des États-Unis, Marjorie Taylor Greene, a présenté le Kyle H. Rittenhouse Congressional Gold Medal Act (H.R.6070) au 117e congrès des États-Unis. Ce projet de loi, qui visait à décerner à Rittenhouse la médaille d'or du Congrès, n'avait aucun coparrain. Taylor Greene a déclaré : « Kyle Rittenhouse mérite qu'on se souvienne de lui comme d'un héros qui a défendu sa communauté, protégé des entreprises et agi légalement face à l'anarchie. Je suis fier de déposer ce projet de loi visant à décerner à Kyle Rittenhouse une médaille d'or du Congrès ».
En novembre 2021, le sénateur d'État de l'Oklahoma, Nathan Dahm (en), a présenté le projet de loi sénatorial 1120, surnommé "loi de Kyle". Le projet de loi dispose que si un accusé est accusé de meurtre, mais est déclaré non coupable en raison d'un homicide justifiable (en), l'État doit le rembourser. Une version modifiée du projet de loi a été adoptée par la commission judiciaire du Sénat avec un vote majoritairement républicain de 7-3 en février 2022.
En janvier 2022, Bruce Griffey (en), élu à la Chambre des représentants du Tennessee, a présenté le projet de loi HB1769, également surnommé "loi de Kyle". The Hill a déclaré que la loi « exigerait que l'État rembourse les accusés déclarés non coupables d'homicide en raison de la légitime défense ». Griffey a en outre proposé qu'une proclamation soit créée en l'honneur de Kyle Rittenhouse, disant qu'il « mérite d'être reconnu comme un héros ».

### Politique
En novembre 2022, Kyle Rittenhouse a rencontré les membres républicains de la Chambre des représentants du Second Amendement Caucus pour discuter de ses expériences et répondre aux questions du caucus. La réunion a eu lieu au Conservative Partnership Institute à Washington, D.C.. Les membres du Caucus présents comprenaient les représentants Lauren Boebert (R-CO), Thomas Massie (R-KY), Andrew Clyde (R-GA) et Byron Donalds (R-FL). Kyle Rittenhouse a déclaré : « J'ai 19 ans et je viens de parler avec les dirigeants du plus grand pays du monde ! C'était une soirée incroyable où j'ai pu partager mon histoire et discuter de l'importance du deuxième amendement. Même si la gauche radicale continue à me poursuivre en justice et à dénigrer mon nom, je sais que ces grands leaders me soutiennent ».
En janvier 2023, une brasserie texane a annulé un rallye anti-censure qu'elle devait accueillir avec Kyle Rittenhouse, invoquant les préoccupations des clients locaux et un conflit avec ses propres valeurs. En réponse, Kyle Rittenhouse a accusé la brasserie de le censurer.

## Projets médias

### Projet d'imputabilité des médias
En février 2022, Kyle Rittenhouse a annoncé qu'il lançait The Media Accountability Project, parfois désigné par son acronyme TMAP, lors d'une autre interview sur Tucker Carlson Tonight (en), en déclarant : 

« Mon équipe et moi avons décidé de lancer le Media Accountability Project (projet de responsabilisation des médias) afin de collecter des fonds et d'obliger les médias à rendre des comptes sur les mensonges qu'ils ont proférés et à les affronter devant les tribunaux. Je ne veux pas que quelqu'un d'autre ait à subir ce que j'ai vécu. Je veux donc les tenir responsables de ce qu'ils m'ont fait, parce que je ne veux pas que quelqu'un ait à subir ce que j'ai subi. »

L'annonce de Kyle Rittenhouse lui a valu d'être comparé, par The Tennessee Star (en), à Nicholas Sandmann, un élève de la Covington Catholic High School du Kentucky qui s'est fait connaître lors de la confrontation (en) au Lincoln Memorial en janvier 2019.
En 2022, une histoire satirique s'est transformée en rumeur circulant sur les médias sociaux et affirmant que Kyle Rittenhouse avait lancé un procès contre Whoopi Goldberg et The View avant de parvenir à un réglement à l'amiable. L'histoire était fausse,.

### Chaîne YouTube
Kyle Rittenhouse a lancé une chaîne YouTube axée sur les armes à feu et le deuxième amendement le 16 octobre 2022,. Sa première vidéo sur la chaîne le montre en train de tirer avec une arme de poing et un fusil automatique et inclut le défenseur des armes de YouTube Brandon Herrera comme invité.

## Vie personnelle

### Aspirations scolaires
En octobre 2021, Kyle Rittenhouse a commencé à suivre des cours en ligne à l'université d'État de l'Arizona en tant qu'étudiant non diplômé, et souhaitait passer à des cours en personne. Les étudiants non diplômés de l'ASU passent par un "processus d'admission modifié" au lieu du processus d'admission complet pour les étudiants diplômés. Les étudiants de l'ASU ont organisé un rassemblement appelé "Killer off campus" pour protester contre l'inscription de Kyle Rittenhouse. Plusieurs groupes d'étudiants ont organisé le rassemblement, dont : Students for Justice in Palestine, Students for Socialism, la section MEChA de l'ASU et la Multicultural Solidarity Coalition. Le mois suivant, il s'était retiré.
Lors d'une apparition en juin 2022 dans The Charlie Kirk Show, Kyle Rittenhouse a déclaré qu'il irait à l'Université A&M du Texas à College Station, Texas ; un porte-parole de l'université a démenti qu'il avait été accepté. Après cette annonce, Kyle Rittenhouse a posté sur Twitter qu'il irait au Blinn College, un collège d'enseignement secondaire et ce qu'il a appelé une « école d'alimentation » pour Texas A&M,. Un porte-parole du Blinn College a confirmé que Kyle Rittenhouse avait fait une demande d'inscription, mais qu'il ne s'était « pas inscrit pour un trimestre en cours ou à venir ».